# Ehrenzeichen des Landes Steiermark
Das Ehrenzeichen des Landes Steiermark ist eine mehrstufige Auszeichnung, die vom Land Steiermark vergeben wird. Sie ist  neben dem Ehrenring des Landes Steiermark die höchste Ehrung des Bundeslandes.

## Ordensstufen

### Großes Goldenes Ehrenzeichen des Landes Steiermark mit dem Stern
Das Große Goldene Ehrenzeichen mit dem Stern ist ein achtspitziges, goldenes bordiertes, weiß emailliertes Malteser-Kreuz mit einer Größe von etwa 60 mm und wird mit einem Bruststern vergeben. In der Mitte befindet sich das Steirische Landeswappen.

### Großes Goldenes Ehrenzeichen des Landes Steiermark
Das Große Goldene Ehrenzeichen ist ein achtspitziges, goldenes bordiertes, weiß emailliertes Malteser-Kreuz mit einer Größe von etwa 60 mm. In der Mitte befindet sich das Steirische Landeswappen.

### Großes Ehrenzeichen des Landes Steiermark
Das Große Ehrenzeichen ist eine Brustdekoration mit einem siebenstrahligen Stern. Darauf befindet sich ein Malteser-Kreuz mit einer Größe von etwa 55 mm. In der Mitte befindet sich das Steirische Landeswappen.

### Goldenes Ehrenzeichen des Landes Steiermark
Das Goldene Ehrenzeichen ist ein Malteser-Kreuz mit einer Größe von etwa 60 mm in Verbindung mit einem Dreiecksband. In der Mitte befindet sich das Steirische Landeswappen.

### Ehrenzeichen des Landes Steiermark für Wissenschaft, Forschung und Kunst, I. Klasse
2023 wurde Klaus Maria Brandauer als erster Preisträger mit dem Ehrenzeichen des Landes Steiermark für Wissenschaft, Forschung und Kunst, I. Klasse ausgezeichnet.

### Ehrenzeichen des Landes Steiermark für Wissenschaft, Forschung und Kunst
2017 wurde vom Landtag Steiermark die Schaffung eines Ehrenzeichens zur Würdigung von Verdiensten in den Bereichen Wissenschaft, Forschung und Kunst beschlossen. Die erste Verleihung fand am 4. Mai 2017 statt.